# Maurice Chambelland
Maurice Chambelland (Belfort, 1901 – 26 maggio 1966) è stato un sindacalista francese.
Nel novembre del 1924 fu espulso, assieme a Pierre Monatte, dal Partito Comunista Francese. Divenne collaboratore della rivista La Révolution prolétarienne, fondata nel 1925 dallo stesso Monatte.